# 4186 Tamashima
A 4186 Tamashima (ideiglenes jelöléssel 1977 DT1) a Naprendszer kisbolygóövében található aszteroida. Hiroki Kosai,  Kiichiro Hurukawa fedezte fel 1977. február 18-án.